# Steller Heide
Steller Heide este o arie protejată (arie specială de conservare — SAC, sit de importanță comunitară — SCI) din Germania întinsă pe o suprafață de 76,25 ha, integral pe uscat.

## Localizare
Centrul sitului Steller Heide este situat la coordonatele 53°00′57″N 8°40′59″E / 53.0158°N 8.6831°E.

## Înființare
Situl Steller Heide a fost declarat sit de importanță comunitară în ianuarie 2005 pentru a proteja 2 specii de animale. Situl a fost protejat și ca arie specială de conservare în iulie 2017.

## Biodiversitate
Situată în ecoregiunea atlantică, aria protejată conține 5 habitate naturale: Vegetație psamofilă uscată cu Calluna și Genista, Vegetație psamofilă uscată cu pășuni deschise de Corynephorus și Agrostis, Lacuri și iazuri distrofice naturale, Mlaștini turboase de tranziție și turbării mișcătoare, Păduri acidofile de stejar bătrân cu Quercus robur pe câmpii nisipoase.
La baza desemnării sitului se află mai multe specii protejate:
- amfibieni (1): triton cu creastă (Triturus cristatus)
- nevertebrate (1): libelule (Leucorrhinia pectoralis)